# Herpeperas violaris
Herpeperas violaris là một loài bướm đêm trong họ Noctuidae.